# Jean Françaix
Jean Françaix (Le Mans, 23 maggio 1912 – Parigi, 25 settembre 1997) è stato un compositore e pianista francese, appartenente al neoclassicismo musicale.

## Biografia
Le doti musicali di Françaix furono stimolate sin dalla prima infanzia: il padre era infatti un musicologo e pianista, la madre insegnante di canto. Iniziò a comporre già a 6 anni e la sua prima pubblicazione, risalente al 1922, suscitò l'interesse dell'editore, che invitò la famiglia a fargli proseguire gli studi musicali sotto la guida di Nadia Boulanger. Ella lo incoraggiò fortemente a proseguire nella carriera di compositore: lo riteneva infatti uno dei suoi migliori studenti, se non il migliore.
Vinse il primo premio come pianista al Conservatorio di Parigi; l'attività di pianista lo impegnò spesso, come spalla di Francis Poulenc nell'esecuzione del celebre "Concerto per due pianoforti" scritto da quest'ultimo, o come accompagnatore del violoncellista Maurice Gendron.
Nel 1990 avviene la prima esecuzione assoluta nella Großer Musikvereinsaal di Vienna del Concerto per 15 solisti e orchestra di sua composizione diretto da Georges Prêtre.
Fu un autore estremamente prolifico (nel suo catalogo si annoverano circa 200 numeri d'opera) e rimase attivo fino alla morte, avvenuta nel 1997, senza aver mai definitivamente esaurito la propria vena creativa.

## Stile
L'opera di Françaix è caratterizzata da un sagace umorismo, di taglio esplicitamente neoclassico. Pianista dotato, dedicò alla tastiera molte delle sue fatiche, in special modo nella produzione cameristica. Toccò per altro tutti i generi musicali: dalla cantata all'opera, dal balletto al concerto, alla sinfonia e alla musica da film. A lui si devono molte colonne sonore per i film di Sacha Guitry.
Rifiutò sempre l'atonalità, pur essendo molto disponibile ad accogliere suggestioni di vari autori, in particolare Francis Poulenc, Igor' Fëdorovič Stravinskij, Maurice Ravel.
L'atmosfera predominante delle sue composizioni è l'estrema luminosità accompagnata al gusto per l'ironia.
Lungi dall'essere tuttavia un artista monocorde, si dedicò anche a opere di grande impegno e respiro: è il caso della  Apocalypse selon St.Jean ( L'apocalisse secondo San Giovanni ), del 1939.